# カールスルーエ州立美術館
カールスルーエ州立美術館（カールスルーエしゅうりつびじゅつかん、独: Staatliche Kunsthalle Karlsruhe）はドイツのカールスルーエにある美術館である。

## 沿革
1846年創設。

## コレクション
14世紀から19世紀の作品はオリジナルの建物に、20世紀の作品はカールスルーエ植物園の温室だった建物に展示されている。マティアス・グリューネヴァルト、アルブレヒト・デューラー、 ハンス・バルドゥング、アンゼルム・フォイエルバッハ、フランツ・マルク、エーリッヒ・ヘッケル、マックス・ペヒシュタインなどを所蔵。

## ギャラリー

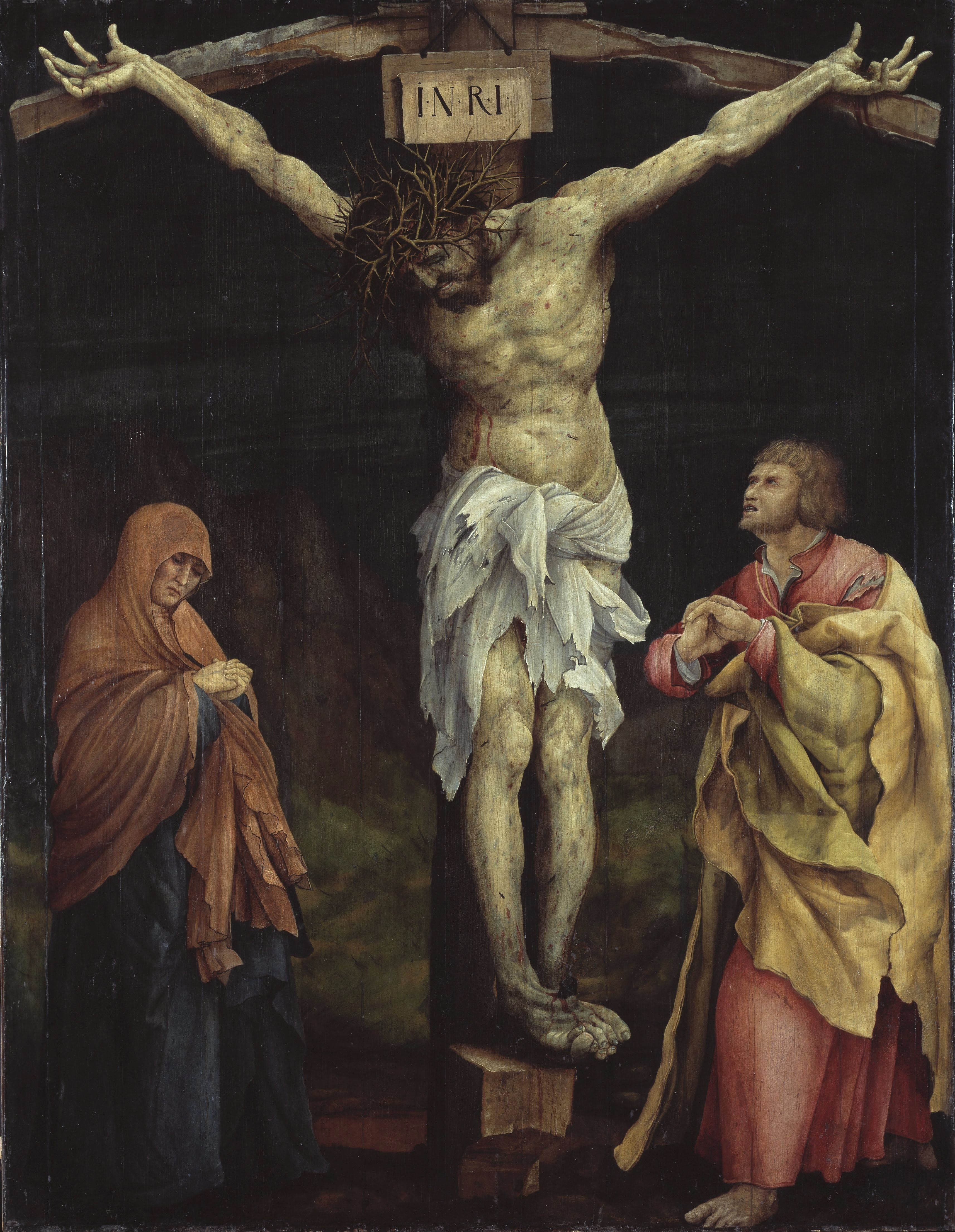
マティアス・グリューネヴァルト (1523-1524)
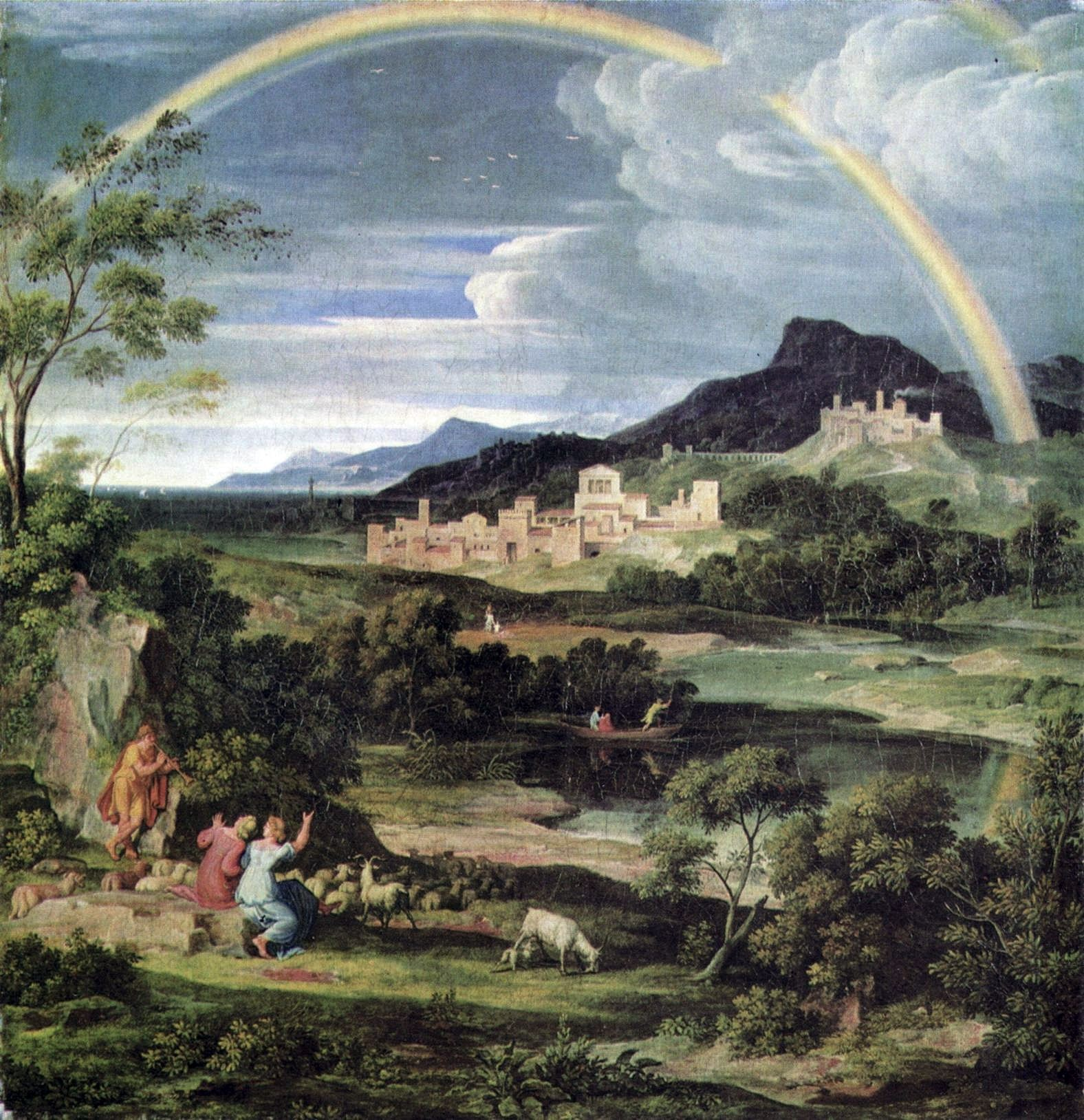
ヨーゼフ・アントン・コッホ Paysage avec arc-en-ciel (1805)
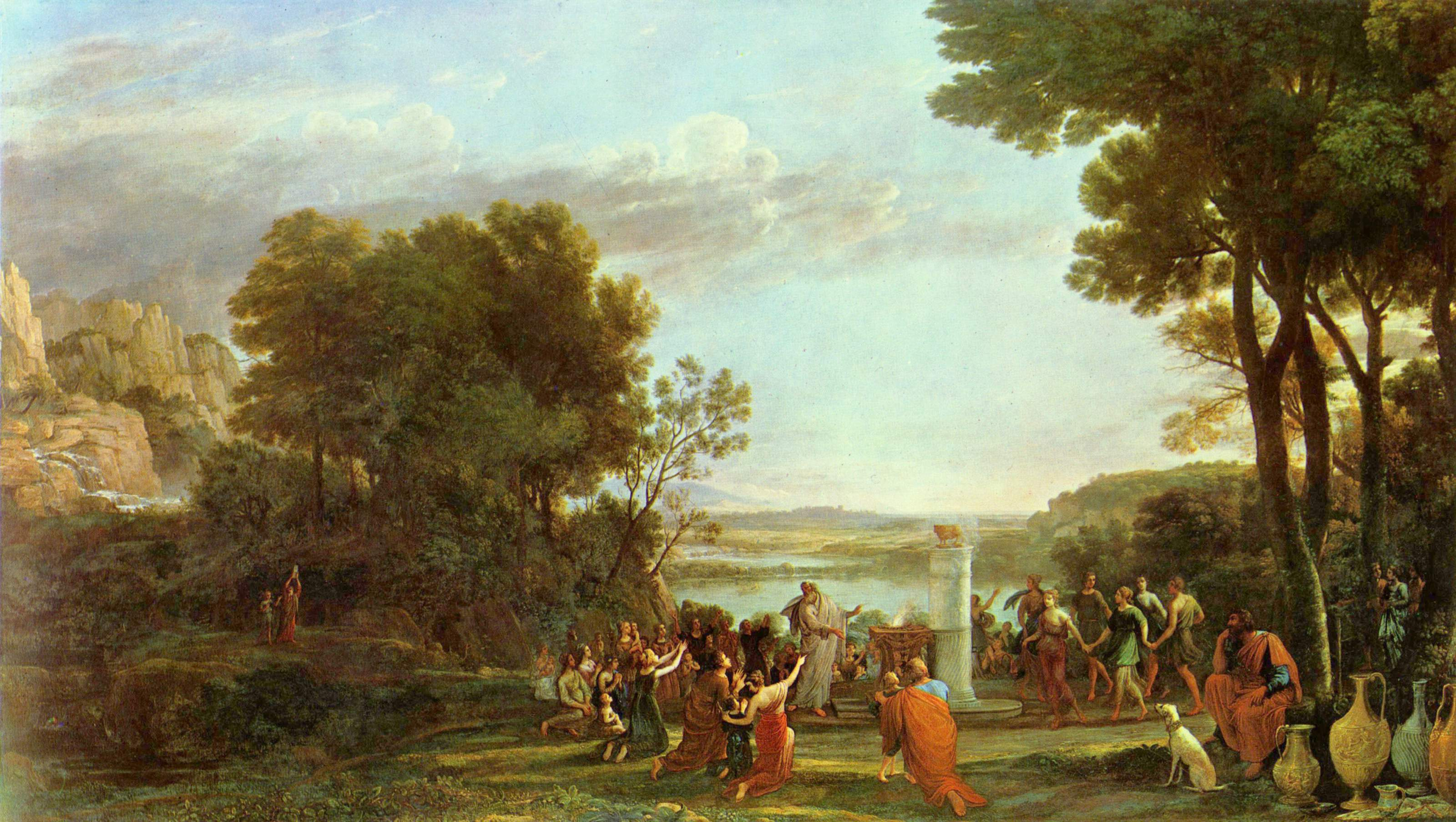
クロード・ロラン 金の子牛の像のある風景画。(1663)
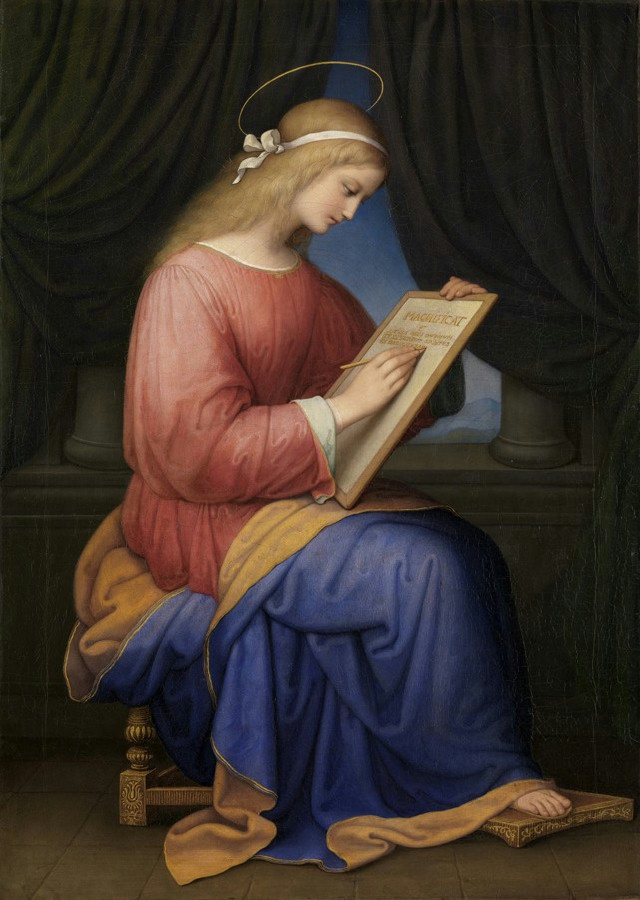
マリー・エーレンリーダー マニフィカトを書くマリア (1833)
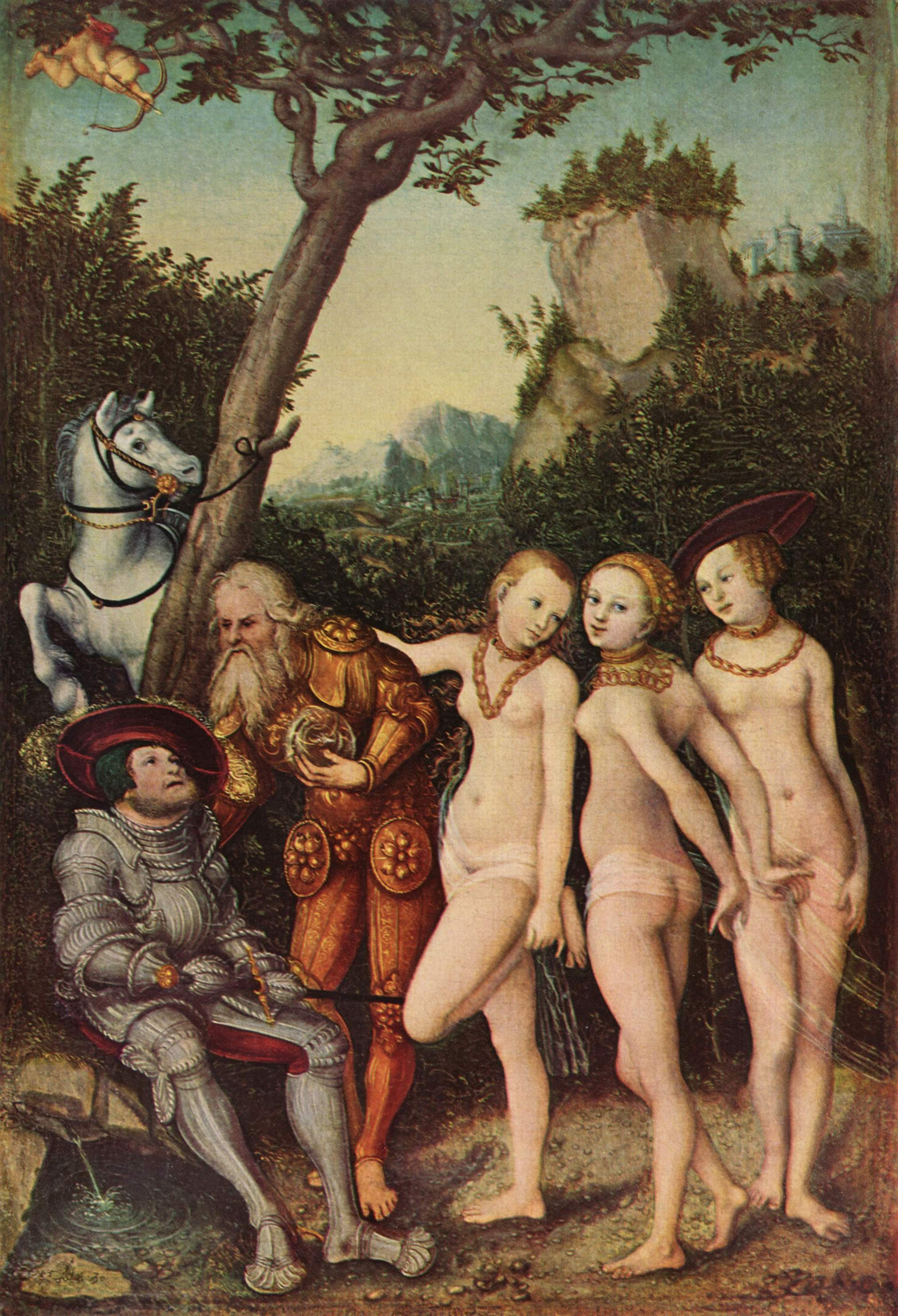
ルーカス・クラナッハ 『パリスの審判』 (1530)
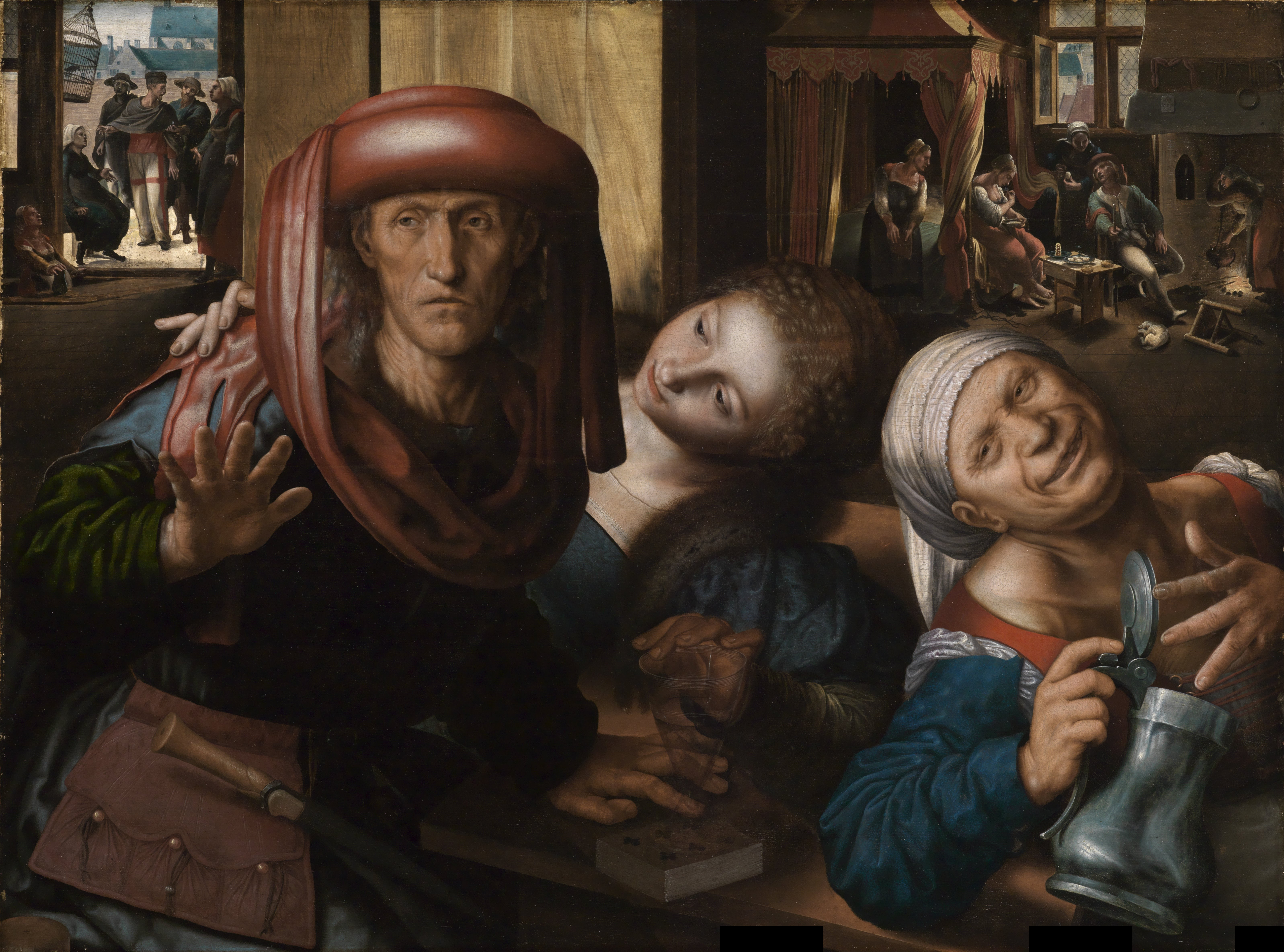
ヤン・サンデルス・ファン・ヘメッセン La Compagnie dissolue (1545-1550)
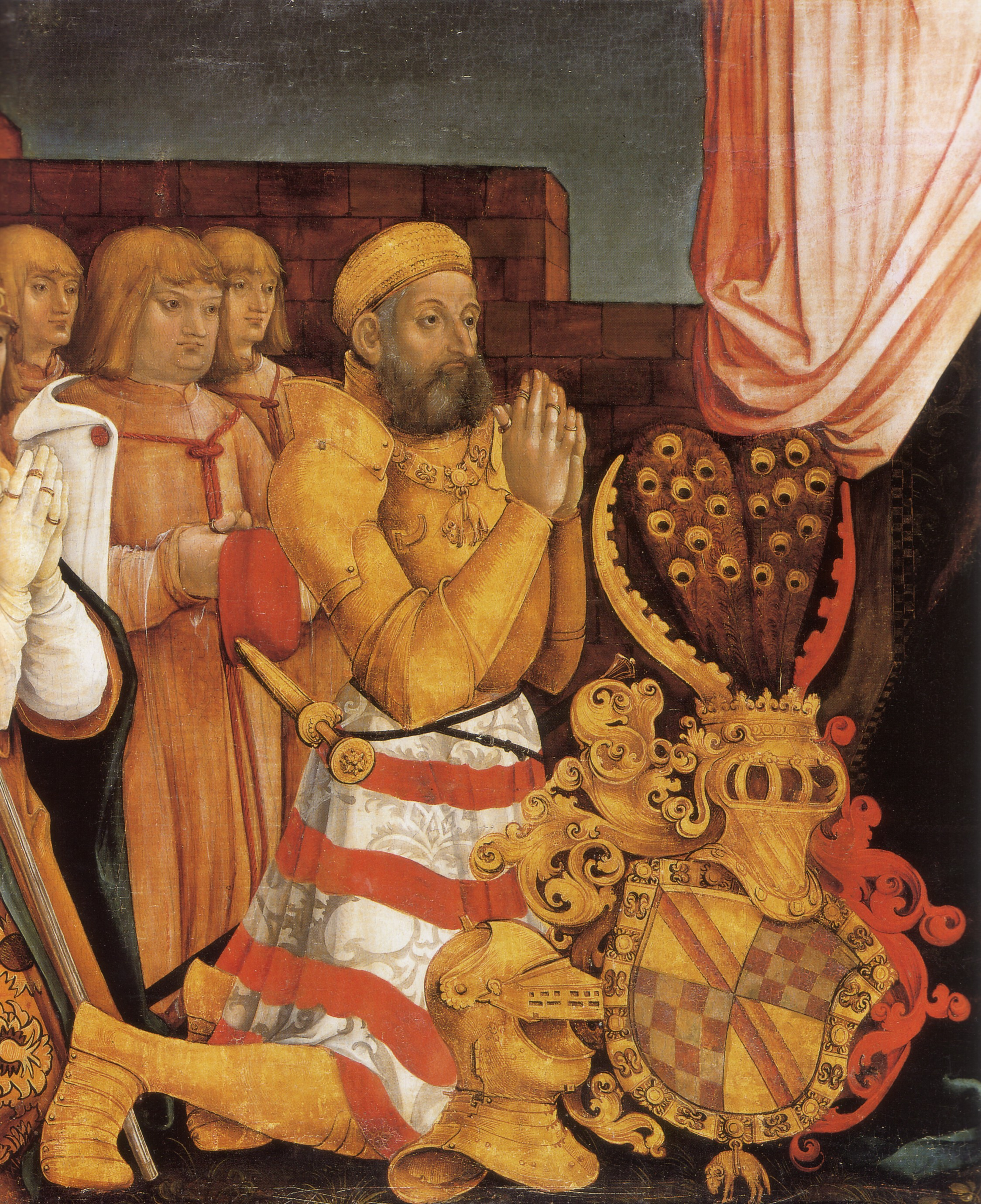
ハンス・バルドゥング du margrave Christophe I de Bade, détail du tableau votif (1509-10)
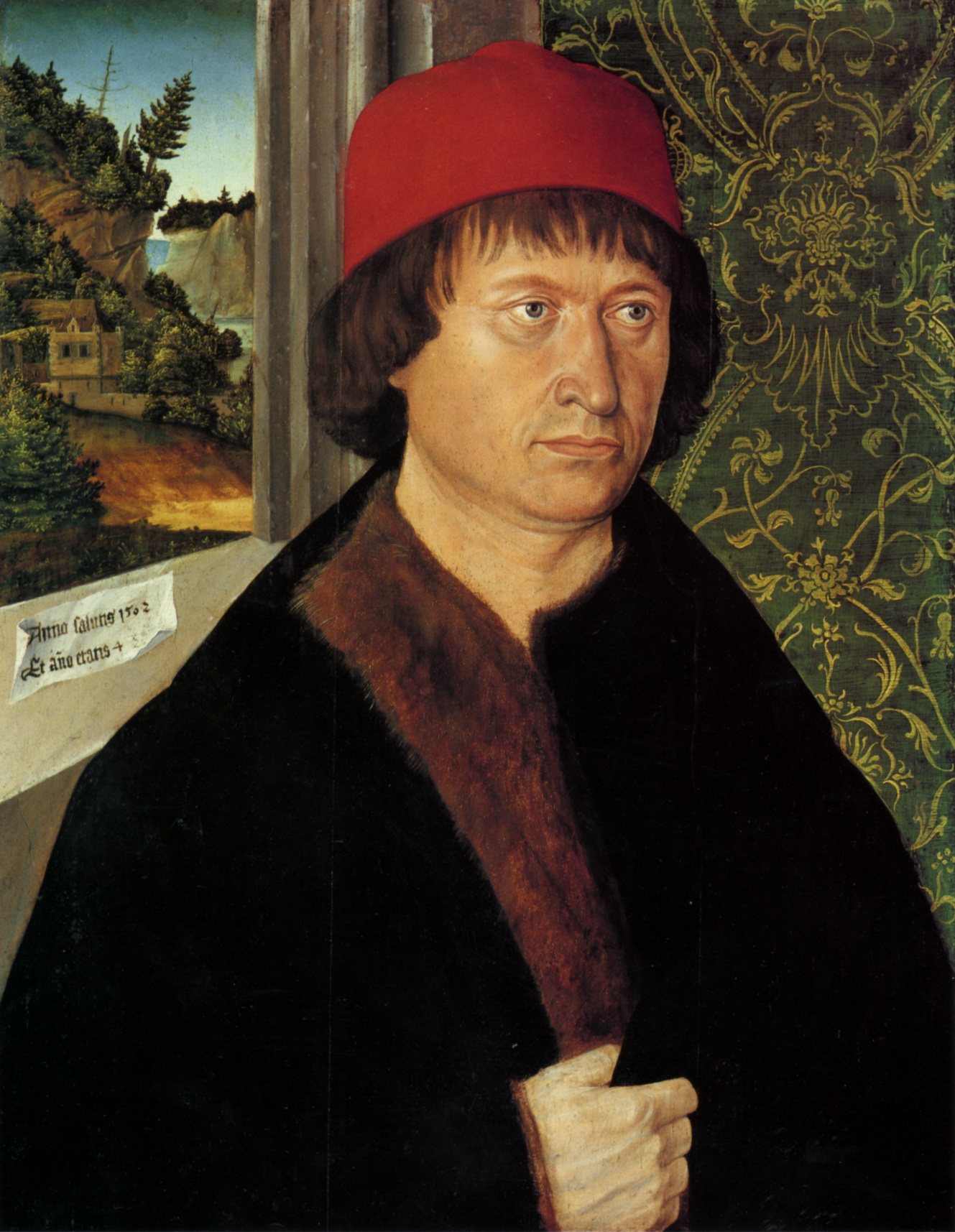
作者不詳 Portrait de Hugo de Hohenlandenberg, évêque de Constance (1502)
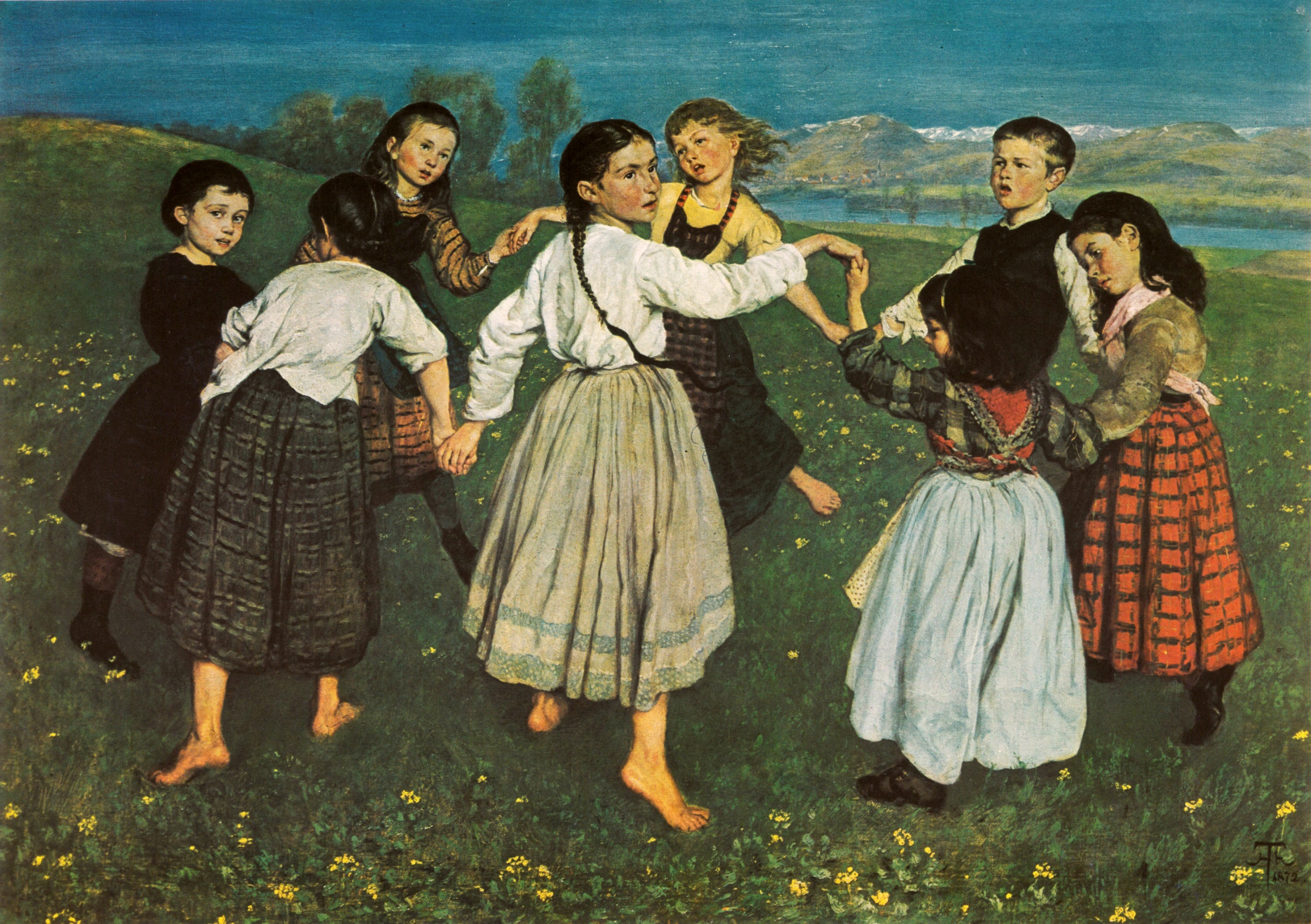
ハンス・トーマ 輪になって踊る子供(1872)
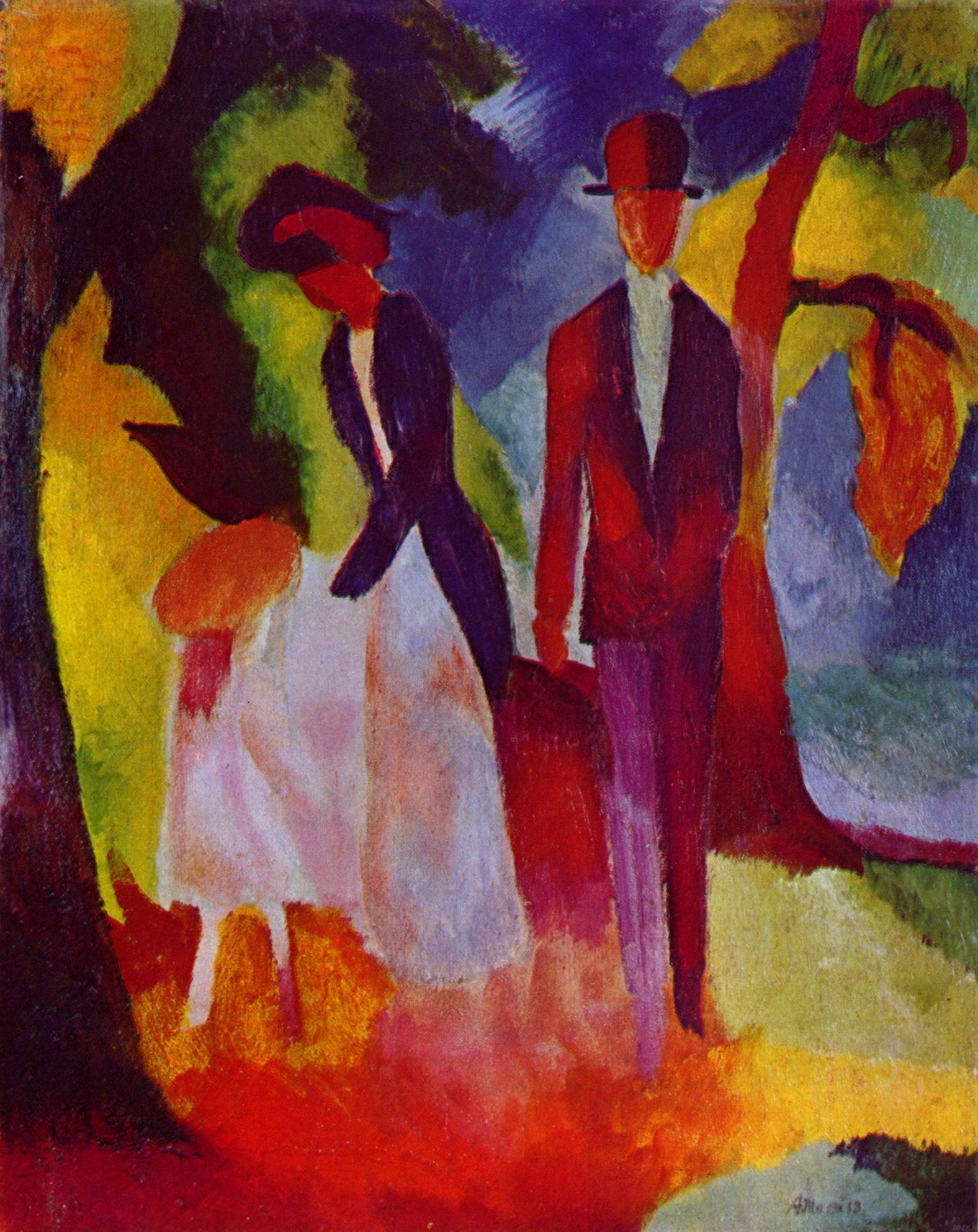
アウグスト・マッケ Leute am blauen See,(1913)